# Moon.
Moon. est un visual novel eroge japonais développé par Tactics, une marque de l'éditeur Nexton. Le jeu est sorti pour la première fois le 21 novembre 1997 sur CD-ROM sous Windows 95 ; il a connu cinq rééditions entre 1998 et 2003. Son équipe de développement l'a décrit comme un « jeu d'aventure qui touche le cœur » (心に届くAVG, Kokoro ni Todoku AVG). Le gameplay de Moon. permet de choisir entre plusieurs scénarios prédéterminés incluant des interactions avec les personnages, et s'appuie sur l'attirance pour les personnages féminins principaux. Contrairement à la plupart des visual novels pour adultes, dont le héros est un jeune homme, Moon. a pour protagoniste une jeune fille, Ikumi Amasawa, qui rejoint une mystérieuse organisation nommée FARGO pour découvrir les circonstances de la mort de sa mère, qui était aussi membre de cette organisation. Dans le jeu original, le terminer une fois débloquait un jeu bonus, mais celui-ci a été retiré de la réédition du jeu en DVD.
La plupart des créateurs du jeu ont rejoint la société Key, si bien que Moon. est souvent considéré comme une œuvre de Key. Moon. a été le point de départ de Key, car c'est autour de ce jeu que s'est formée l'équipe principale de Key. Un roman basé sur le jeu et écrit par Midori Tateyama a été publié le 31 juillet 1998 par Movic. La bande originale du jeu, à laquelle était incorporée celle de Dōsei (le premier jeu de Tactics), est sortie en août 2000 pour le Comiket 58. Selon un classement des meilleures ventes de jeux bishōjo au Japon, la version Moon.DVD s'est classée quarante-quatrième des cinquante meilleures ventes pendant les deux premières semaines de juillet 2002. Quatre personnages de Moon. apparaissent en arrière-plan dans une scène de la cafétéria de One: Kagayaku Kisetsu e : Ikumi Amasawa, Yōko Kanuma, Haruka Mima et Yui Nakura. Il y a également une référence à Moon. dans le sixième épisode de l'adaptation animée du jeu Kanon par Kyoto Animation, sous forme de l'affiche d'un film d'horreur qu'Ayu et Yuuichi vont voir.

## Système de jeu
Le gameplay de Moon. ne demande que peu d'interactions au joueur, qui passe la plupart du temps à lire les textes à l'écran, qui représentent soit les dialogues entre les personnages soit les pensées de l'héroïne. De temps en temps apparaît un « point de décision » où le joueur peut sélectionner une option parmi celles proposées, généralement au nombre de deux ou trois. Le temps de jeu entre deux de ces points est variable, allant d'une minute à beaucoup plus longtemps. Lors des points de décision, le jeu se met en pause jusqu'à ce que le joueur fasse un choix, qui permet d'orienter le scénario dans une direction spécifique. Afin d'explorer les environs, le joueur doit également se diriger manuellement dans les couloirs de FARGO.
Le jeu présente trois scénarios distincts, correspondant chacun à l'une des trois héroïnes de l'histoire. Afin de voir ces trois scénarios entièrement, le joueur doit recommencer le jeu plusieurs fois en faisant des choix différents pour donner au récit une orientation différente. Le jeu se divise en vingt sous-parties, portant chacune un titre en anglais écrit en noir avec une partie en rouge, et correspondant chacune à un jour. Il y a sept fins possibles au jeu : une « vraie » fin, deux fins normales et quatre mauvaises fins. Dans le jeu original, un jeu bonus (un RPG) devient disponible à partir du menu principal quand le joueur a terminé le jeu au moins une fois. Ce jeu a été retiré des rééditions en DVD.

## Histoire et personnages
Le sujet principal de Moon. est une organisation mystérieuse nommée FARGO. L'héroïne du jeu, Ikumi Amasawa (天沢郁未, Amasawa Ikumi), découvre que FARGO était impliquée dans la mort de sa mère Miyoko Amasawa (天沢未夜子, Amasawa Miyoko) six ans avant le début du jeu. Miyoko était membre de FARGO. Après avoir appris cela, Ikumi décide de rejoindre FARGO pour découvrir pourquoi et comment sa mère est morte, et découvre également les expériences douteuses du groupe pour augmenter les pouvoirs psychiques par la torture. Ikumi finit par vouloir se venger de FARGO qui a tué sa mère.
Ikumi fait partie d'un groupe de dix filles de son âge qui participent à un séminaire pour rejoindre FARGO ; elle doit monter dans un camion qui amène le groupe à FARGO, et sur le chemin, elle rencontre deux autres filles qui poursuivent le même genre de but qu'elle. La première, Haruka Mima (巳間晴香, Mima Haruka), a rejoint FARGO pour sauver son grand frère ; elle commence à travailler avec Ikumi pour accomplir leurs objectifs mutuels. La seconde, Yui Nakura (名倉由依, Nakura Yui), recherche sa grande sœur Yuri Nakura (名倉友里, Nakura Yuri), qui a rejoint FARGO pour obtenir le « pouvoir invisible », une sorte de perception extrasensorielle. Yui a un caractère optimiste, qui dissimule un passé sombre dont elle n'a aucun souvenir. Chacune des filles veut fermement remplir son but, et elles s'aident mutuellement au cours du jeu.
Une fois à FARGO, Ikumi rencontre d'autres personnes qui font partie de l'organisation. Parmi elles, Yōko Kanuma (鹿沼葉子, Kanuma Yōko), une modeste sympathisante de FARGO ; quelque chose en rapport avec sa mère lui est arrivé par le passé. Ikumi vit avec un garçon de FARGO qui se fait appeler « Shōnen » (少年, littéralement « Jeune garçon ») ; il aide Ikumi à trouver les réponses à ses questions sur sa mère, mais sa vraie identité est inconnue. D'autres personnages apparaissent comme Takatsuki (高槻), un arrogant membre de FARGO, ou Tsuki (月, littéralement « Lune »), le symbole de FARGO et maître des opérations, qui est le principal antagoniste.

## Développement
La production de Moon. était dirigée par YET11, qui a également participé à la musique du jeu. La planification a été faite par Jun Maeda qui a également coécrit le scénario avec Naoki Hisaya ; Jun Maeda a également composé une des musiques du jeu. Itaru Hinoue s'est occupée de la direction artistique et les images du jeu ont été faites par Miracle ☆ Mikipon et Shinory. En plus des participations de YET11 et Jun Maeda, la musique du jeu a été composée par Shinji Orito assisté d'Ishisan. Les images de la version CD-ROM ont été retravaillées lors de la réédition de Moon. sur DVD. À part YET11 et Ishisan, les créateurs du jeu sont devenus les fondateurs de Key.

### Sorties
Moon. est sorti pour la première fois le 21 novembre 1997 sous forme d'un CD-ROM PC. La seconde édition, Moon.Renewal, sortie le 31 août 1998, reprenait l'essentiel du jeu original en y ajoutant la compatibilité avec de nouveaux systèmes d'exploitation. Le 14 septembre 2000 est sortie Memorial Selection Moon., considérée par la suite comme l'édition la plus populaire. Le 12 juillet 2002, deux éditions sur DVD incluant un doublage vocal complet sont sorties : Moon.DVD: Final Version et Moon. DVD LimitedEdition.. Les deux versions DVD incluent une séquence animée au début du jeu,. Une autre version de l'édition limitée, sur trois CD-ROM, est sortie le 20 septembre 2002. Une dernière version, Moon.DVDPG Edition, est sortie au Japon le 30 janvier 2003 ; il s'agit d'un DVD interactif jouable sur platine de salon.

## Adaptations
Un roman de 256 pages basé sur le jeu et écrit par Midori Tateyama est sorti le 31 juillet 1998 chez Movic. Le 31 octobre 1999, un art book est sorti. La bande originale du jeu est sortie avec celle de Dōsei, le jeu précédent de Tactics, sous le titre Dōsei and Moon. Original Soundtracks. Constitué d'un unique CD audio, l'album a été publié le 10 août 2000 pour le Comiket 58 par Exobitant Records. Le disque contenait vingt-et-une pistes, les quinze premières venant de Dōsei et les seize autres de Moon..

## Accueil et critiques
Selon un classement national des meilleures ventes de jeux bishōjo au Japon, l'édition Moon.DVD s'est classée quarante-quatrième sur les cinquante premiers pendant les deux premières semaines de juillet 2002. Moon.Limited est également entré une fois dans le classement : l'édition s'est classée quarante-huitième à la fin du mois de septembre 2002. Quatre personnages de Moon. apparaissent en arrière-plan d'une scène de la cafétéria dans One: Kagayaku Kisetsu e : Ikumi Amasawa, Yōko Kanuma, Haruka Mima et Yui Nakura. Il y a également une référence à Moon. dans le sixième épisode de l'adaptation animée de Kanon par Kyoto Animation, sous la forme de l'affiche d'un film d'horreur qu'Ayu et Yuuichi vont voir.